# Vestnes
Vestnes é uma comuna da Noruega, com 354 km² de área e 6 389 habitantes (censo de 2004).         